# نازیک آودالیان
نازیک «نازلِی» وارطانی آودالیان (ارمنی: Նազիկ "Նազելի" Վարդանի Ավդալյան) (زاده ۳۱ اکتبر ۱۹۸۶ در گیومری) وزنه‌بردار زن دسته ۶۹ کیلوگرم اهل ارمنستان است. آودالیان در رقابت‌های معتبری جهانی شرکت نموده‌است.

## زندگی‌نامه
آودالیان در قهرمانی جهان در سال ۲۰۰۹ صاحب گردن آویز طلا شد. وی نخستین و تنها وزنه‌بردار از جمهوری ارمنستان می‌باشد که در مسابقات وزنه‌برداری قهرمانی جهان صاحب گردن آویز طلا شده‌است.
نازلی آودالیان در قهرمانی اروپا در سال‌های ۲۰۰۸ و ۲۰۱۶ صاحب نشان طلا و در سال‌های ۲۰۰۷ و ۲۰۰۹ صاحب نشان نقره شده‌است.
در ۲۶ آوریل ۲۰۱۰ در «بزرگراه ایروان-گیومری» وی دچار سانحه رانندگی شد و در بیمارستان شهر گیومری بستری شد در این حادثه به ستون فقرات و استخوان‌های وی آسیب رسیده بود به همین خاطر برای آزمایش‌های اضافی به «مرکز پزشکی اربونی ایروان» منتقل شد.
پس از آن آودالیان اعلام نمود که قادر است که دوباره در سال ۲۰۱۳ دوباره در عرصه ورزشی به رقابت بپردازد.
آودالیان در مسابقات وزنه‌برداری قهرمانی اروپا سال ۲۰۱۶ در فورده در دو ضرب ۱۳۲ کیلوگرم را بالای سر برد و در مجموع ۲۳۷ کیلوگرم قهرمان اروپا شد. وی مدال خود را به سربازان جمهوری قره‌باغ اهدا نمود.

## سوابق رقابتی
| سال        | رقابت         | مکان                           | وزن        | یک ضرب | رتبه | دو ضرب | رتبه | مجموع | رتبه |
| ---------- | ------------- | ------------------------------ | ---------- | ------ | ---- | ------ | ---- | ----- | ---- |
| ۲۰۰۶–۱۰    | قهرمانی جهان  | سانتو دومینگو، جمهوری دومینیکن | ۶۹ کیلوگرم | ۱۰۰    | ۸اک  | ۱۲۱    | ۷ام  | ۲۲۱   | ۷ام  |
| ۲۰۰۷–۰۴    | قهرمانی اروپا | استراسبورگ، فرانسه             | ۶۹ کیلوگرم | ۱۰۵    | ۳ام  | ۱۳۶    | ۲ام  | ۲۴۱   | ۲ام  |
| ۲۰۰۷–۰۹    | قهرمانی جهان  | چیانگ مای، تایلند              | ۶۹ کیلوگرم | ۱۰۲    | ۱۲ام | ۱۳۳    | ۴ام  | ۲۳۵   | ۵ام  |
| ۲۰۰۸–۰۴    | قهرمانی اروپا | لینیانو سابیادورو، ایتالیا     | ۶۹ کیلوگرم | ۱۰۶    | ۱ام  | ۱۳۶    | ۱ام  | ۲۴۲   | ۱ام  |
| ۲۰۰۹–۰۴    | قهرمانی اروپا | بخارست، رومانی                 | ۶۹ کیلوگرم | ۱۱۰    | ۲ام  | ۱۳۵    | ۳ام  | ۲۴۵   | ۲ام  |
| ۲۰۰۹-۱۱-۲۵ | قهرمانی جهان  | گویانگ، کره جنوبی              | ۶۹ کیلوگرم | ۱۱۹    | ۱ام  | ۱۴۷    | ۱ام  | ۲۶۶   | ۱ام  |
| ۲۰۱۵-۱۱-۲۵ | قهرمانی جهان  | هیوستون، ایالات متحده          | ۶۹ کیلوگرم | ۱۰۵    | ۸ام  | ۱۲۵    | ۱۶ام | ۲۳۰   | ۱۲ام |
| ۲۰۱۶-۰۴-۱۴ | قهرمانی اروپا | فورده، نروژ                    | ۶۹ کیلوگرم | ۱۰۵    | ۲ام  | ۱۳۲    | ۱ام  | ۲۳۷   | ۱ام  |
| ۲۰۱۶-۰۸-۱۰ | المپیک ۲۰۱۶   | ریو دو ژانیرو، برزیل           | ۶۹ کیلوگرم | ۱۰۷    |      | ۱۳۵    |      | ۲۴۲   | ۵ام  |

## زندگی خصوصی
در ۹ ژوئن ۲۰۱۲، آودالیان با اریک کاراپتیان وزنه‌بردار پیشین ازدواج نمود. این زوج در نوامبر ۲۰۱۳ صاحب فرزند پسری به نام «واچه» شدند